# عبد المجيد الخوئي
عبد المجيد الخوئي (16 أغسطس 1962 - 10 أبريل 2003). عالم دين شيعي ورئيس مؤسسة الخوئي الخيرية في لندن، وهو ابن المرجع الديني أبو القاسم الخوئي، قتل في العتبة العلوية طعناً؛ ليكون ثاني نجل من أنجال المراجع الذين يُقتلون في النجف.
منذ وفاة أخيه محمد تقي الخوئي وتوليه رعاية المؤسسة تحت ولاية آية الله علي السيستاني بناء على وصية المرجع أبو القاسم الخوئي، أظهر ميلاً إلى الاستقلال عن المرجعية والتفرد والحراك السياسي المختلف عن الأسلوب النجفي والمرجعي عموماً.

## ولادته ونشأته
ولد في 16 (آب) 1962م في النجف. يتحدث الخوئي شخصياً عن نشأته أيام الصبا في مدينة النجف فيقول : «البدايات الأولى كانت بمدينة النجف، وفي محلة العمارة، وهي محلة مشهورة بالنجف سميت على اسم مدينة العمارة باعتبار ان معظم ساكنيها يتحدرون من العمارة».

## دراسته الدينية
بدأ دراسته الدينية في سنة 1395هـ، فقرأ العلوم الأدبية والمنطق وبعض المتون الفقهية من أساتذة المحاضرة الدينية في النجف، وضع العمامة على رأسه وهو ما يزال ابن خمسة عشر ربيعا فيقول: «وضعت العمامة في شهر شباط من عام 1977 وكان عمري خمسة عشر عاما، بعد أن أنهيت دراستي المتوسطة وانتقلت للدراسة في الحوزة العلمية، والحوزة مدارس وليست مدرسة، هي بمثابة جامعة مفتوحة، وليس هناك مكان معين تذهب إليه للدراسة، بل الطالب يدرس على يد أي أستاذ يريد، بعد الاتفاق معه على المكان والوقت المعين، وهكذا يتم الاتفاق مع أساتذة عدة وحسب المواد التي يريد أن يدرسها الطالب، مثلا إذا أريد أن أدرس الفقه والنحو ومواد أخرى أتفق مع أساتذة متخصصين في هذه المواد، والطالب لا يدفع أية أجور للأستاذ الذي بدوره لا يتقبل هذه الأجور، المرجع هو الذي يدفع للأساتذة ولبعض الطلبة. وفي الثمانينات صار على الطالب الذي يريد أن يتقاضى الراتب من المرجع أن يجتاز الامتحانات لمعرفة مستواه ومدى جديته بالدراسة، ومقدار الراتب يمنح حسب المرحلة الدراسية، فرواتب مرحلة المقدمات الأولية تختلف عن مرحلة الوسط، وكذلك مرحلة السطوح، أو بحث الخارج، كما أن الحالة الاجتماعية تحدد مقدار الراتب، وهناك أيضا أكثر من مرجع يمنح الرواتب للطالب، أي أن الطالب بإمكانه الاستفادة من راتب هذا المرجع أو ذاك طالما هو مجد في دراسته.»

## اغتياله
اغتيل أثناء تواجده في مرقد الإمام علي في مدينة النجف حيث أتهمت الحكومة العراقية آنذاك وقوات التحالف أن أتباع رجل الدين السياسي مقتدى الصدر قاموا باغتياله وذلك بعد يوم واحد من سقوط بغداد. وصدر بعدها أمر من قاض عراقي باعتقال الصدر لكنه لم ينفذ حتى الآن، ومن جانب عائلة الخوئي لم تتهم الصدر بعملية الإغتيال.

## أنظر أيضاً
أبو القاسم الخوئي
محمد تقي الخوئي
جواد الخوئي